# Il romanzo nero e rosa
Il romanzo nero e rosa è un film del 1921 diretto da Mario Almirante.

## Trama
Due giovani, nella ricerca della fanciulla che sfuggevolmente hanno intravista, si imbattono in una testa mozzata. Quella che avrebbe dovuto un'avventura sentimentale si trasforma così nell'inizio di un avventuroso dramma poliziesco. I frequenti intermezzi comici del personaggio Sfortunello Fortuna, interpretato dal Martinelli, trasformano il film nel genere che oggi chiameremmo grottesco.

## Produzione
Soggetto e sceneggiatura prendono spunto dal romanzo poliziesco di Giorgio Meirs Il segno misterioso pubblicato nel 1917 da Sonzogno che però non prevede il personaggio di Sfortunello Sfortuna, già interpretato con successo da Alfredo Martinelli alcuni mesi prima nella precedente produzione Fert L'isola della felicità. La pellicola è quindi molto spesso presentata con il titolo Le avventure di Sfortunello Fortuna.
Dopo alcune brevi scene tagliate dalla censura il film ottiene il visto n. 16222 il 1º luglio 1921 mentre la prima visione romana è datata 19 settembre 1921.

## Critica
Dionisio ne La vita cinematografica del 7 settembre 1921: «[...] è uno dei pochi casi nei quali il film d'avventura, il film poliziesco, è stato eseguito con i più seri intendimenti. In verità, accade raramente di vedere impiegato per un film d'avventure un così omogeneo e valoroso complesso di attori, un'accurata ricca messa in scena e un'impeccabile fotografia [...]».

Zedig ne La rivista cinematografica del 25 settembre 1921: « Benché strano nella sua concezione ed in certi punti un po' troppo spinto nell'irreale, è tuttavia un lavoro d'altissimo pregio, sia come inquadratura che come messa in scena. [...] Un nuovo successo infine di Mario Almirante, al quale è dovuta la messa in scena e la diligenza di uno studio psicologico riuscitissimo. [...] Ottima pure l'interpretazione. [...] Molto buona pure la fotografia di Ubaldo Arata. Vi sono dei primissimi piani salientissimi e dei quadri generali ricchissimi di particolari, come raramente s'incontrano. Ottima pure la scenografia del Gheduzzi. Il giudizio del pubblico fu così dei migliori e non pochi furono quelli che videro, nel sistema di lavorazione, del reale miglioramento.».